# Luke Burgess
Luke Burgess (Newcastle, 20 de agosto de 1983) es un ex–jugador australiano de rugby que se desempeñaba como medio scrum.

## Selección nacional
Fue convocado a los Wallabies por primera vez en junio de 2008 para enfrentar al XV del Trébol (test–match) y disputó su último partido en octubre de 2011 ante los Dragones rojos (CM de Nueva Zelanda 2011). En total jugó 37 partidos y marcó 5 puntos, producto de un try.

### Participaciones en Copas del Mundo
Participó de Nueva Zelanda 2011 donde fue llevado como suplente de Will Genia por lo que solo inició como titular en el partido por el tercer y cuarto puesto, en este se retiró de su seleccionado.
| Mundial                       | Sede          | Resultado     | PJ | Tries |
| ----------------------------- | ------------- | ------------- | -- | ----- |
| Copa Mundial de Rugby de 2011 | Nueva Zelanda | Tercer puesto | 4  | 0     |

## Palmarés
- Campeón del Torneo de las Tres Naciones 2011.
- Campeón del Super Rugby de 2004.
- Campeón del Top 14 2011–12.